# A Little Like Drowning
A Little Like Drowning is een Britse film uit 1978 en was het regiedebuut van Anthony Minghella. De film was opgenomen in 15 dagen in 1977 op het eiland Wight.